# Venado (San Luis Potosí)
Venado es una localidad del estado de San Luis Potosí, México. Es cabecera del municipio de Venado. Su feria regional de venado (fereve), teatro del pueblo, juegos mecánicos, puestos de artesanías, dulces y de más lo caracterizan. También es una feria de cultura y juegos pirotécnicos tradicionalmente se inaugura el día 1 de diciembre con la coronación de la reina y sus princesa y se clausura con broche de oro el día 8 de diciembre de cada año.

## Historia
Las primeras noticias de asentamientos permanentes datan de 1554, posteriormente fray Diego de la Magdalena organizaría una congregación de guachichiles en 1580. Finalmente se funda el pueblo el 18 de agosto de 1591 en el mismo lugar donde se halla actualmente.

### Origen del nombre
Sobre el origen del nombre, se cuenta de boca en boca que las primeras personas que llegaron a Venado, buscando un lugar para asentarse , dieron con el pequeño manantial de agua y cerca de él a muchos venados, después, decidieron asentarse ahí, y nombraron así al pueblo por la abundancia de este animal, siendo el primer nombre del pueblo San Sebastián de las aguas dulces del venado.
Posteriormente los tlaxcaltecas llamaron a Venado «Mazatepec», que significa ‘cerro del venado’.

### Fundación y primeros años
Al final de la guerra guachichil, se escogieron varios puntos de la guachichila para la fundación de pueblos para pacificar completamente a los naturales, donde a la vez se traerían a colonos tlaxcaltecas para enseñarles a los guachichiles la agricultura y la vida sedentaria.
Con este objeto el virrey Luis de Velasco II le envía una carta al rey Felipe II, donde se expresaba la conveniencia de enviar cuatrocientas familias tlaxcaltecas para que vivieran con los guachichiles dados en paz que habitaban los pueblos recién formados. De esta forma el seis de julio de 1591 una caravana de tlaxcaltecas se pusieron en marcha hacia la guachichila (cosa que muchos tlaxcaltecas reprobaron, considerando que podía convertirse en un suicidio en masa a causa de los chichimecas) además de los tlaxcaltecas la caravana era conformada por religiosos, protectores, escoteros, carreros y ayudantes llegando el número de personas a más de 1100. Dos meses después el cuatro de agosto llegaron a cuicuilco, donde se procedió a su repartición, así don Juan de la Hija, protector de los indios del nuevo pueblo procedió a repartir a los tlaxcaltecas entre Charcas, y San Sebastián de las aguas dulces del venado.
Los guachichiles recibieron muy bien a los tlaxcaltecas y se mostraron conformes con el repartimiento de la tierra, terminando su repartimiento el 18 de agosto.
Entre los jefes guachichiles de Venado se citan a Juan Escaname, Bartolomé Chanala, Juan Pedro y Francisco Tomaguin.
El 18 de agosto de 1591 se llevó a cabo la fundación oficial del pueblo San Sebastián de las aguas dulces del Venado, al mismo tiempo que se incorporaban los tlaxcaltecas ante la presencia de los jefes guachichiles, también se nombra a Juan Mejia como maestro labrador para la enseñanza de labores agrícolas y a Juan de la Hija como protector de Venado y Charcas. El pueblo tuvo categoría de cabildo.
San Sebastián de las aguas dulces del Venado contó con un convento desde 1593, siendo el tercero del estado después del de Mexquitic y San Luis.
Tiempo después de la fundación del pueblo empezaron los problemas, cuando un grupo de españoles crearon confusión llevando a otros indios a venado, haciéndoles creer que podían hacendarse ahí, merodeaban, robaban y alborotaban a los indios de venado, violando de esta forma concertaciones de paz, que impedían que los españoles se asentaran y anduvieran cerca del pueblo.
Al conocerse los atropellos de los españoles contra los indios de Venado Pedro de Salazar ordena a Juan de la Hija el 4 de abril de 1616 que haga salir a los españoles, mulatos, negros y mestizos en un plazo de 30 días. Al cumplirse la orden no había en Venado otros habitantes y propietarios que los guachichiles y tlaxcaltecas.
Posteriormente en el pueblo de Venado y otros pueblos se notó cierta conmoción, llegándose a temer un alzamiento en los años 1629-1630, esto debido a que los indios recibían malos tratos de los españoles, cosa que se solucionó cuando los religiosos le informaron al virrey Marques de Cerralbo que la causa era que los indios ya no recibían provisiones de alimentos, carne ni ropa.
En aquellos años hubo un aumento notable de la población, sin embargo los guachichiles parecían haberse extinto en muchos lugares donde antes eran numerosos y sus poblaciones eran muy reducidas.
Para solucionar el problema de las quejas de los indios de Venado y por el aumento de la población, el alcalde mayor don Martin del Pozo, ordenó que a los indios de Venado se les dieran 500 novillos y fanegas de maíz, cantidad máxima otorgada a un pueblo.
Tiempo después, considerando que como ya nadie los molestaba ni abusaba de ellos, ya no necesitaban más protección en su jurisdicción que la del teniente de capitán general.
Los alcaldes mayores tenían la obligación de visita sus jurisdicciones, cosa que no siempre se cumplió, al grado de que solo se tienen noticias de la visita de dos alcaldes, esta también podría deberse a las disputas con Salinas respecto a la jurisdicción de ciertas tierras.
El alcalde Zavala y Lois, inició actividades en 1670 y visitó el pueblo de venado, publicando más tarde un informe en 1676, su mandato terminó en 1674.
Don Luis de Mendalde fue alcalde de San Luis a partir de 1674, donde su primera visita fue en el pueblo de venado partiendo de San Luis Potosí el 16 de agosto de 1674, llegando dos días después donde fue recibido por las autoridades locales a una milla del pueblo, y entrando en el bajo arcos triunfales al son de trompetas. Se ofició una misa por su visita, seguido, la comitiva realizó una visita por el pueblo para ver las condiciones que privaban a cada comunidad del. Esa noche durmió en el curtato del pueblo.
Sobre los datos que recogió en su visita obtuvo lo siguiente: 24 familias guachichiles, 21 familias tarascas con 18 solteros y 21 solteras, 86 familias tlaxcaltecas con 19 solteros y 28 entre solteras y viudas. Se puede notar con estos datos que a 83 años después de la fundación del pueblo que ha disminuido notablemente la población guachichil.
El 10 de enero de 1679 se realizó un nuevo deslinde de las tierras para evitar problemas entre la población indígena. El día 13 se pusieron los señalamientos de las delimitaciones de las tierras de occidente a oriente, quedando el sur para los tlaxcaltecas y el norte para los chichimecas. La población de la parte norte era de 12 familias guachichiles que eran 65 personas y 31 familias de negritos que eran 119 personas.
En la última década del siglo XVII, fue nombrado alcalde mayor de san luis potosí, Juan Orejón de la Lama y Medrano, cuyas primeras acciones fueron las de organizar a las milicias y dictar las órdenes necesarias para que los pueblos de Mexquitic, Santa Maria del Río, Tlaxcalilla y Venado dejasen de ser considerados pertenecientes a la jurisdicción de Salinas.
Algunas veces se requirió del envío de gentes de Venado para poblar al Nuevo Reino de Leon, cosa que no siempre se cumplió debido a la escasa ayuda que recibirían por lo que solo unas familias se trasladaron.

#### Expulsión de los jesuitas y los tumultos
Las condiciones económicas de los habitantes de Venado eran precarias, la pobreza y el abuso creó un ambiente de descontento que se manifestó en rebeldía contra las autoridades. Muchas de estas acciones coincidieron con otras en Michoacán, por lo que las autoridades virreinales pensaron que había coordinación entre ellos.
Había malestar entre los indios por funcionarios virreinales que ocupaban puestos por encima de ellos, lo que llevó a los indígenas a manifestarse de diferentes maneras hasta llegar a los brotes sediciosos, al parecer, en forma coordinada con los demás pueblos de la frontera norte.

## Situación geográfica
Como municipio colinda al norte y al oeste con el municipio de Charcas; al este con los municipios de Villa de Guadalupe, Villa Hidalgo y Villa de Arista; al sur con los municipios de Moctezuma y Salinas
Se encuentra ubicada a 22° 56' 00" de latitud norte, 101° 05' 34" de longitud oeste y 1790 metros sobre el nivel medio del mar, por lo que pertenece a la llamada "zona altiplano” del estado.

## Población
La población de la ciudad es de 5743 habitantes, de los cuales 2720 son hombres y 3023 son mujeres. Mientras que la población del municipio es de 14492 habitantes, de los cuales el 7148 son varones y 7343 son mujeres. Ya que la mayoría de los hombres emigran a los Estados Unidos.

## Clima
El clima predominante es de semiseco templado a seco semicálido.

## Hermanamiento
La ciudad de Venado está hermanada con las siguientes ciudades alrededor del mundo:
- Totolac, México (2014).[6]